# Rogavčina
Rogavčina (en serbe cyrillique : Рогавчина) est un village de Serbie situé dans la municipalité d'Aleksandrovac, district de Rasina. Au recensement de 2011, il comptait 118 habitants.

## Démographie
| 1948 | 1953 | 1961  | 1971 | 1981 | 1991 | 2002 | 2011 |
| ---- | ---- | ----- | ---- | ---- | ---- | ---- | ---- |
| 951  | 831  | 1 091 | 829  | 687  | 410  | 214  | 118  |

|  |